# ريان أوستين
ريان أوستين (15 نوفمبر 1981 في ترينيداد وتوباغو - ) (بالإنجليزية: Ryan Austin)‏ هو لاعب كريكت باربادوسي. شارك مع منتخب الهند الغربية للكريكت ومنتخب باربادوس الوطني للكريكت. أما مع النوادي، فقد لعب مع Combined Campuses and Colleges cricket team ‏.

## وصلات خارجية
- ريان أوستين على موقع إي آس بي آن كريك إنفو (الإنجليزية)